# 吉田拓郎 THE BEST PENNY LANE
『吉田拓郎 THE BEST PENNY LANE』（よしだたくろう ザ・ベスト ペニーレイン）は、1999年11月3日に吉田拓郎がリリースした2枚組のベスト・アルバムである。

## 解説
- エレックレコード、CBS・ソニー、フォーライフ3社の垣根を越え集められた音源で構成された、デビューから30年間をまとめたオールタイムベストアルバム。本作発売の翌年、吉田はインペリアルレコードに移籍した。
- この作品は拓郎にとって『みんな大好き』以来2年振りのBEST10入り作品となった。
- タイトルに「ペニーレイン」とあるが、「ペニーレインでバーボン」（『今はまだ人生を語らず』収録曲）、「ペニーレインには行かない」（『FOREVER YOUNG』収録曲）は収録されていない。

## 収録曲
- 全作詞・作曲：吉田拓郎（特記以外）

### DISC 1
1. 今日までそして明日から
編曲:吉田拓郎
  - 3rdシングル、1stアルバム『青春の詩』より。
2. どうしてこんなに悲しいんだろう
編曲:松任谷正隆
  - 2ndアルバム『人間なんて』より。このアルバムには、6thアルバムの『明日に向って走れ』に収録されているリメイク・バージョンで収録されている。
3. 旅の宿
作詞:岡本おさみ
  - 5thシングル、3rdアルバム『元気です。』より。このアルバムには、後者のアルバムバージョンで収録されている。
4. 我が良き友よ
編曲:武部聡志
  - セルフカバーアルバム『みんな大好き』より[注 1]。1975年かまやつひろしへの提供曲。
5. 言葉
作詞:松本隆
  - 9thアルバム『ローリング30』より。
6. 元気です
編曲:青山徹・大村雅朗
  - 20thシングル曲、11thアルバム『アジアの片隅で』より。TBS系ポーラテレビ小説『元気です!』主題歌。
7. 人間なんて
  - 2ndアルバム『人間なんて』より。1991年MICAがカバー。
8. イメージの詩
  - デビューシングル、1stアルバム「青春の詩』より。このアルバムには、後者のアルバムバージョンで収録されている。
9. 青春の詩
  - 2ndシングル、1stアルバム『青春の詩』より。このアルバムには、後者のアルバムバージョンで収録されている。
10. せんこう花火
作詞:古屋信子
  - 3rdアルバム『元気です。』より。
11. マークII
  - デビューシングル「イメージの詩」のB面。1stライブアルバム『よしだたくろう オン・ステージ ともだち』から。
12. おきざりにした悲しみは
作詞:岡本おさみ
  - 6thシングル。オリジナルアルバム未収録。
13. ビートルズが教えてくれた
作詞:岡本おさみ
  - 4thアルバム『伽草子』より。
14. 地下鉄にのって
作詞:岡本おさみ 編曲:吉田拓郎
  - 21stアルバム『detente』より。1972年猫への提供曲。
15. 春だったね
作詞:田口淑子
  - 3rdアルバム『元気です。』より。
16. 人生を語らず
  - 5thアルバム『今はまだ人生を語らず』より。
17. 外は白い雪の夜
作詞:松本隆
  - 17thシングル「春を待つ手紙」のB面、9thアルバム『ローリング30』より。
18. ともだち
編曲：吉田拓郎
  - 3rdシングル「今日までそして明日から」のB面。1stライブアルバム『ともだち』から。
19. あゝ青春
作詞:松本隆
  - 7thアルバム『ぷらいべえと』より[注 2]。1975年トランザムへの提供曲。

### DISC 2
1. 明日に向って走れ
編曲:松任谷正隆
  - 11thシングル、6thアルバムの『明日に向って走れ』バージョンで収録されている。
2. 流星
編曲:鈴木茂
  - 16thシングル。TBS系ドラマ『男なら!』の主題歌。オリジナルアルバム未収録。
3. 大阪行きは何番ホーム
編曲：吉田拓郎
  - 15thアルバム『FOREVER YOUNG』より。
4. 全部だきしめて〜tropical〜
作詞:康珍化 編曲:吉田建
  - 26thアルバム『Hawaiian Rhapsody』より。1998年KinKi Kidsがカバー。
5. 吉田町の唄
編曲：吉田拓郎
  - 36thシングル、22ndアルバム『吉田町の唄』より。「ミツカン酢」CMソング
6. 祭りのあと
作詞:岡本おさみ
  - 3rdアルバム『元気です。』より。
7. 結婚しようよ
編曲：加藤和彦
  - 4thシングル、2ndアルバム『人間なんて』より。
8. シンシア
  - 9thシングル[注 3]、5thアルバム『今はまだ人生を語らず』より。かまやつひろしとのデュエット曲。
9. 襟裳岬
作詞:岡本おさみ
  - 5thアルバム『今はまだ人生を語らず』より。1974年森進一への提供曲。
10. 落陽
作詞:岡本おさみ
  - ライブアルバム『たくろうLIVE'73』より。1976年山田パンダがカバー。
11. 唇をかみしめて
編曲:広島二人組
  - 23rdシングル。東宝制作映画『刑事物語』主題歌。オリジナルアルバム未収録。
12. たどり着いたらいつも雨降り
  - 3rdアルバム『元気です。』より。1972年ザ・モップスへの提供曲。
13. アジアの片隅で
作詞:岡本おさみ
  - 11thアルバム『アジアの片隅で』より。
14. 心の破片(かけら)
作詞:松本隆 編曲:武部聡志
  - 44thシングル。CX系列連続ドラマ『傷だらけの女』主題歌。オリジナルアルバム未収録。
15. 永遠の嘘をついてくれ
作詞・作曲:中島みゆき 編曲：吉田拓郎
  - 23rdアルバム『Long time no see』より。1996年中島みゆきがセルフカバー。
16. 僕の人生の今は何章目ぐらいだろう
作詞・作曲:トータス松本 編曲:吉田建
  - 26thアルバム『Hawaiian Rhapsody』より。1998年トータス松本が所属するバンド・ウルフルズがセルフカバー。